# Şuhut
Şuhut è una città della Turchia occidentale, comune distrettuale, in turco İlçe Belediyesi, in quanto capoluogo dell'omonimo distretto. Si trova a 29 km da Afyonkarahisar, il capoluogo dell'omonima provincia.
Şuhut è famosa per il piatto tipico turco chiamato keşkek. È inoltre un importante centro di produzione di carne e patate.

## Storia
Il nome antico della città era Sinnada (in greco: Σύνναδα), città della Frigia fondata, secondo la mitologia greca, dall'eroe Acamante, figlio di Antenore. Fece parte dell'impero attalide  e in epoca romana divenne un'importante città della provincia d'Asia. Dal IV secolo d.C. fu anche un'importante sede arcivescovile del patriarcato di Costantinopoli.

## Centri abitati
Il comune comprende 36 centri abitati identificati con la definizione di villaggio, in turco köy.
- Ağzıkara
- Akyuva
- Anayurt
- Arızlı
- Atlıhisar
- Aydın
- Bademli
- Balçıkhisar
- Başören
- Bozan
- Çakırözü
- Çobankaya

- Dadak
- Demirbel
- Efe
- Güneytepe
- Hallaç
- İcikli
- İlyaslı
- İsalı
- Karacaören
- Karahallı
- Karlık
- Kavaklı

- Kayabelen
- Kılınçkaya
- Koçyatağı
- Kulak
- Mahmutköy
- Ortapınar
- Oynağan
- Paşacık
- Senirköyü
- TekkeKöyü
- Uzunpınar
- Yarışlı